# هدوء

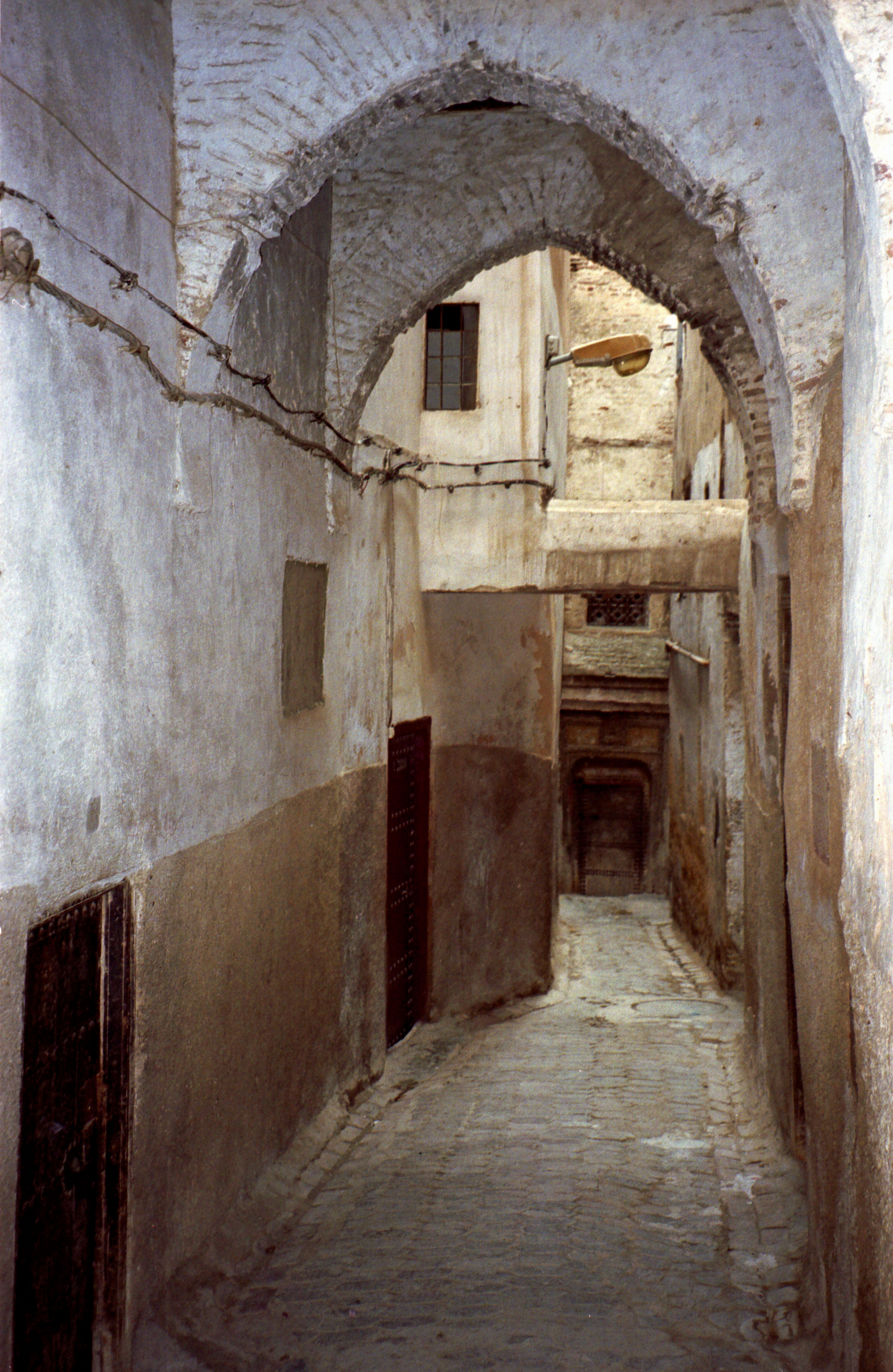

الهدوء حالة عقلية تتمثل بغياب الهياج، والإثارة والاضطراب. يحدثُ الهدوءُ غالبًا بسهولةِ للإنسانِ العادي في حالة الاسترخاء، لكن من الممكن حدوثهُ أيضًا في الحالات الأكثر وعيًا ويقظة، يجد بعض الناس أن تركيز العقل على شيء خارجي أو حتى داخلي مثل التنفّس قد يكون بحد ذاته مُهدئًا، الهدوء ميزة من الممكن اكتسابها وتطويرها بالممارسة. عادة ما تتطلب عقلًا مُدربًا على البقاءِ هادئًا في مواجهة التنبيهات المختلفة ومشتتات التركيز المحتملة خاصةً العاطفية منها. تعتبر المشاعِر السلبية من التحديات الكبيرة لشخص ما يحاول إكتساب عقلًا هادئًا. توجد بعض الأنظمة السلوكية التي تُحفز وتُطور الهدوء مثل اليوغا، تمرينات الاسترخاء، تمرينات التنفس والتأمل. هناك مصطلح اخر يترافق مع الهدوء يعرف بالسلام. عندما يكون العقل في حالة الهدوء أو السلام يُحفز الدماغ على إنتاج هرمونات مفيدة تمنح الشخص بدورها حالة عاطفية ثابتة وتساعد على تنشيط الصحة في كل نواحي الحياة بما فيها الزواج.